# Campionati sloveni di sci alpino 2006
I Campionati sloveni di sci alpino 2006 si sono svolti a Kope e a Maribor dal 21 marzo al 4 aprile. Il programma ha incluso gare di discesa libera, supergigante, slalom gigante, slalom speciale e combinata, tutte sia maschili sia femminili.
Trattandosi di competizioni valide anche ai fini del punteggio FIS, vi hanno partecipato anche sciatori di altre federazioni, senza che questo consentisse loro di concorrere al titolo nazionale sloveno.

## Risultati

### Uomini

#### Discesa libera
| Pos. | Atleta           | Nazione   | Tempo   |
| ---- | ---------------- | --------- | ------- |
| 1    | Rok Perko        | Slovenia  | 1:18,07 |
| 2    | Andrej Jerman    | Slovenia  | 1:18,91 |
| 3    | Alek Glebov      | Slovenia  | 1:18,92 |
| 4    | Andrej Križaj    | Slovenia  | 1:18,99 |
| 5    | Primož Skerbinek | Slovenia  | 1:19,27 |
| 6    | Johnny Albertsen | Danimarca | 1:19,30 |
| 7    | Andrej Šporn     | Slovenia  | 1:19,34 |
| 8    | Gregor Šparovec  | Slovenia  | 1:19,44 |
| 9    | Gašper Markič    | Slovenia  | 1:19,52 |
| 10   | Grega Brajovič   | Slovenia  | 1:19,78 |

Data: 21 marzo

Località: Kope

#### Supergigante
| Pos. | Atleta           | Nazione   | Tempo   |
| ---- | ---------------- | --------- | ------- |
| 1    | Alek Glebov      | Slovenia  | 1:10,13 |
| 2    | Rok Perko        | Slovenia  | 1:10,49 |
| 3    | Andrej Šporn     | Slovenia  | 1:10,63 |
| 4    | Aleš Gorza       | Slovenia  | 1:10,67 |
| 5    | Andrej Jerman    | Slovenia  | 1:10,91 |
| 6    | Johnny Albertsen | Danimarca | 1:10,97 |
| 7    | Primož Skerbinek | Slovenia  | 1:11,10 |
| 8    | Gregor Šparovec  | Slovenia  | 1:11,22 |
| 9    | Matija Grašić    | Slovenia  | 1:11,24 |
| 10   | Matej Strojan    | Slovenia  | 1:11,25 |

Data: 24 marzo

Località: Kope

#### Slalom gigante
| Pos. | Atleta         | Nazione   | Tempo   |
| ---- | -------------- | --------- | ------- |
| 1    | Mitja Valenčič | Slovenia  | 2:18,78 |
| 2    | Aleš Gorza     | Slovenia  | 2:19,28 |
| 3    | Andrej Šporn   | Slovenia  | 2:19,82 |
| 4    | Bernard Vajdič | Slovenia  | 2:20,09 |
| 5    | Janez Jazbec   | Slovenia  | 2:21,24 |
| 6    | Petr Záhrobský | Rep. Ceca | 2:21,37 |
| 7    | Anže Mravlja   | Slovenia  | 2:21,51 |
| 8    | Masaharu Ajiki | Giappone  | 2:21,78 |
| 9    | Thomas Schwab  | Austria   | 2:21,88 |
| 10   | Rok Perko      | Slovenia  | 2:22,09 |

Data: 26 marzo

Località: Kope

#### Slalom speciale
| Pos. | Atleta         | Nazione   | Tempo   |
| ---- | -------------- | --------- | ------- |
| 1    | Mitja Dragšič  | Slovenia  | 1:28,00 |
| 2    | Filip Trejbal  | Rep. Ceca | 1:28,50 |
| 3    | Aleš Gorza     | Slovenia  | 1:28,92 |
| 4    | Mitja Valenčič | Slovenia  | 1:28,98 |
| 5    | Janez Jazbec   | Slovenia  | 1:29,15 |
| 6    | Gašper Markič  | Slovenia  | 1:29,42 |
| 7    | Bernard Vajdič | Slovenia  | 1:29,51 |
| 8    | Jukka Rajala   | Finlandia | 1:29,73 |
| 9    | Thomas Schwab  | Austria   | 1:30,00 |
| 10   | Andrej Šporn   | Slovenia  | 1:30,17 |

Data: 4 aprile

Località: Maribor

#### Combinata
| Pos. | Atleta       | Nazione  |
| ---- | ------------ | -------- |
| 1    | Andrej Šporn | Slovenia |
| 2    | ?            | ?        |
| 3    | ?            | ?        |

### Donne

#### Discesa libera
| Pos. | Atleta                | Nazione             | Tempo   |
| ---- | --------------------- | ------------------- | ------- |
| 1    | Petra Robnik          | Slovenia            | 1:21,83 |
| 2    | Urška Rabič           | Slovenia            | 1:21,84 |
| 3    | Ilka Štuhec           | Slovenia            | 1:22,57 |
| 4    | Maša Redenšek         | Slovenia            | 1:22,79 |
| 5    | Ana Kobal             | Slovenia            | 1:22,84 |
| 6    | Dagný Kristjánsdóttir | Islanda             | 1:22,89 |
| 7    | Mateja Robnik         | Slovenia            | 1:23,31 |
| 8    | Jelena Lolović        | Serbia e Montenegro | 1:24,10 |
| 9    | Aleksandra Kluś       | Polonia             | 1:24,33 |
| 10   | Vanja Brodnik         | Slovenia            | 1:24,42 |

Data: 21 marzo

Località: Kope

#### Supergigante
| Pos. | Atleta          | Nazione             | Tempo   |
| ---- | --------------- | ------------------- | ------- |
| 1    | Mateja Robnik   | Slovenia            | 1:13,23 |
| 2    | Vanja Brodnik   | Slovenia            | 1:13,50 |
| 3    | Urška Rabič     | Slovenia            | 1:13,67 |
| 4    | Ana Kobal       | Slovenia            | 1:14,29 |
| 5    | Alenka Kuerner  | Slovenia            | 1:14,46 |
| 5    | Tina Maze       | Slovenia            | 1:14,46 |
| 7    | Jelena Lolović  | Serbia e Montenegro | 1:14,53 |
| 8    | Petra Presterel | Slovenia            | 1:14,55 |
| 9    | Ilka Štuhec     | Slovenia            | 1:14,58 |
| 10   | Maša Redenšek   | Slovenia            | 1:14,61 |

Data: 24 marzo

Località: Kope

#### Slalom gigante
| Pos. | Atleta          | Nazione    | Tempo   |
| ---- | --------------- | ---------- | ------- |
| 1    | Šárka Záhrobská | Rep. Ceca  | 2:09,30 |
| 2    | Mateja Robnik   | Slovenia   | 2:09,40 |
| 3    | Ana Drev        | Slovenia   | 2:09,46 |
| 4    | Alenka Kuerner  | Slovenia   | 2:09,87 |
| 5    | Urška Rabič     | Slovenia   | 2:09,93 |
| 6    | Tina Maze       | Slovenia   | 2:10,24 |
| 7    | Soňa Maculová   | Slovacchia | 2:11,02 |
| 8    | Ilka Štuhec     | Slovenia   | 2:11,23 |
| 9    | Ana Kobal       | Slovenia   | 2:11,33 |
| 10   | Ana Jelušić     | Croazia    | 2:11,50 |

Data: 25 marzo

Località: Kope

#### Slalom speciale
| Pos. | Atleta          | Nazione              | Tempo   |
| ---- | --------------- | -------------------- | ------- |
| 1    | Petra Robnik    | Slovenia             | 1:30,44 |
| 2    | Ana Drev        | Slovenia             | 1:30,45 |
| 3    | Jelena Lolović  | Serbia e Montenegro  | 1:31,05 |
| 4    | Michaela Smutná | Rep. Ceca            | 1:31,08 |
| 5    | Matea Ferk      | Croazia              | 1:31,37 |
| 6    | Tina Maze       | Slovenia             | 1:31,40 |
| 7    | Alenka Kuerner  | Slovenia             | 1:31,50 |
| 8    | Soňa Maculová   | Slovacchia           | 1:31,55 |
| 9    | Mojca Rataj     | Bosnia ed Erzegovina | 1:31,81 |
| 10   | Urška Rabič     | Slovenia             | 1:32,08 |

Data: 4 aprile

Località: Maribor

#### Combinata
| Pos. | Atleta      | Nazione  |
| ---- | ----------- | -------- |
| 1    | Urška Rabič | Slovenia |
| 2    | ?           | ?        |
| 3    | ?           | ?        |